# Passiflora adenopoda
Passiflora adenopoda DC. – gatunek rośliny z rodziny męczennicowatych (Passifloraceae Juss. ex Kunth in Humb.). Występuje na obszarze od Meksyku aż po Peru.

## Morfologia
PokrójZdrewniałe, trwałe, owłosione liany.
LiścieBlaszka liściowa ma potrójnie klapowany kształt. Nasada liścia jest prawie sercowata. Mają 7–17 cm długości oraz 8–18 cm szerokości. Brzegi są faliste. Wierzchołek jest spiczasty. Ogonek liściowy jest owłosiony i ma długość 3–13 cm. Przylistki są owalne, mają 10–15 mm długości.
KwiatyPojedyncze lub zebrane w pary. Działki kielicha są podłużnie lancetowate, zielonkawe lub żółtawe, mają 1,5–4 cm długości. Płatki są liniowo lancetowate, białe, mają 1–3 cm długości. Przykoronek ułożony jest w jednym rzędzie, biało-żółto-fioletowy, ma 5–18 mm długości.
OwoceSą kulistego lub jajowatego kształtu. Mają 2–7 cm długości i 2–4,5 cm średnicy.